# Kebundadap Timur
Kebundadap Timur is een bestuurslaag in het regentschap Sumenep van de provincie Oost-Java, Indonesië. Kebundadap Timur telt 2654 inwoners (volkstelling 2010).